# 全球傳動
全球傳動科技股份有限公司（TBI MOTION，簡稱全球傳動或TBI），是一家台灣傳動元件專業製造廠，主要產品為線性滑軌、滾珠螺桿、滾珠花鍵、旋轉系列、單軸機器人。成立於1986年，前身為台灣滾珠工業股份有限公司。總部位於新北市樹林區，董事長為李清崑，總經理為李進勝。2018年股票正式上市，股票代碼4540，目前全球傳動於中國、台灣與美國皆有設立子公司。